# Senza protezione
Senza protezione (Indigo Slam) è un romanzo poliziesco di Robert Crais, pubblicato nel 1997. È il settimo episodio della serie sugli investigatori Elvis Cole e Joe Pike.
Nel 1998 il libro ha ottenuto la nomination al Premio Shamus per la migliore edizione rilegata.

## Trama
Elvis Cole è nel suo ufficio di investigatore privato, quando, arrivano a fargli visita tre ragazzini.

 I tre gli chiedono aiuto affinché lui riesca a trovare il loro padre, scomparso da ormai undici giorni. L'investigatore, inizialmente, non dà molto credito alla richiesta, che ritiene troppo banale e semplice.
Presto, però, cambierà idea, soprattutto grazie all'intraprendenza dimostrata dalla maggiore dei tre fratelli e dal segreto che sembra nascondere il padre dei ragazzi.

## Edizioni in italiano
- Robert Crais, Senza protezione, traduzione di Giuseppe Settanni, Il Giallo Mondadori n. 2606, Milano: 1999